# 栄光ある孤立

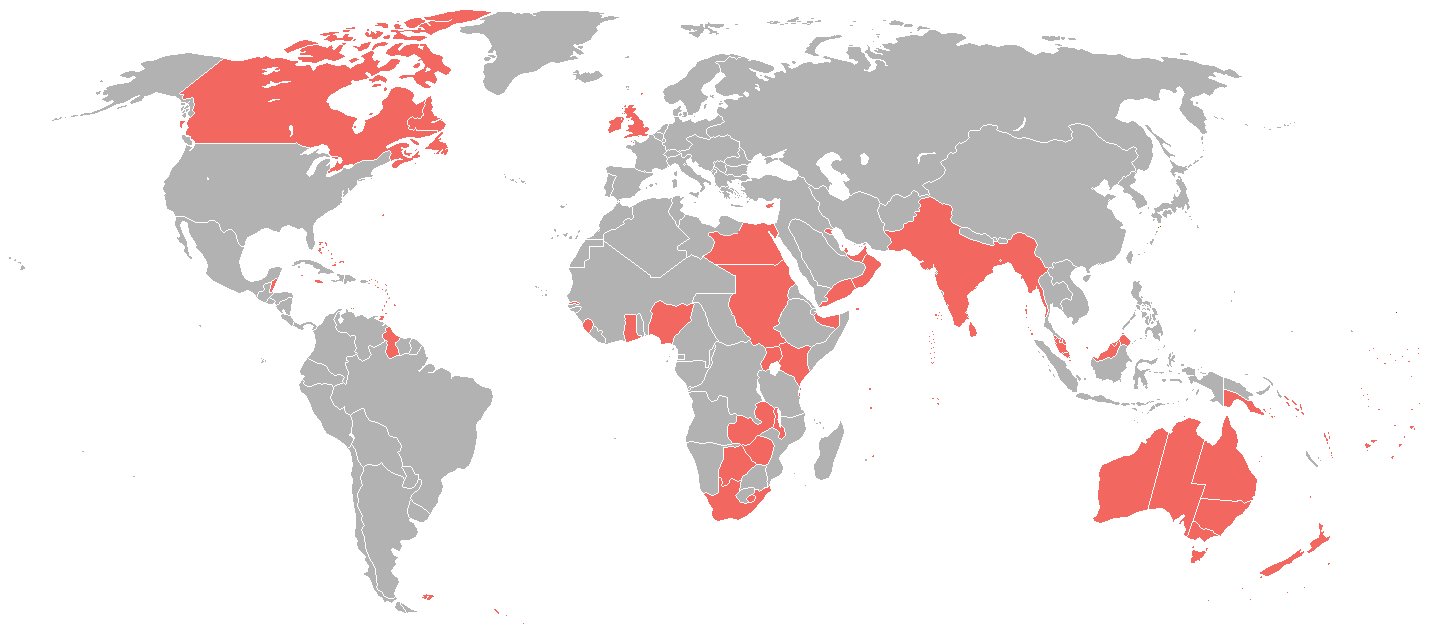
1898年の大英帝国

光栄ある孤立(英: Splendid Isolation)とは、1815年から1902年まで恒久的な同盟関係を回避してきた19世紀イギリスの外交慣行を表す言葉である。
この概念は、イギリスが1815年以降のヨーロッパ協調から離脱した1822年に生まれ、1902年の日英同盟と、1904年のフランスとの英仏協商まで続いた。ヨーロッパは三国協商(イギリス、フランス、ロシア)と三国同盟(ドイツ、オーストリア=ハンガリー、イタリア)の2つの勢力圏に分割され、イギリスは前者と同盟を結ぶようになった。
この言葉は1896年1月、カナダの政治家ジョージ・オイラス・フォスターによって作られた。彼は「偉大なる母なる帝国がヨーロッパで見事に孤立して立っているこの少々厄介な時代に」と言って、イギリスのヨーロッパ問題への最小限の関与に賛意を示した。
このアプローチが意図的であったのか偶然であったのか、その影響力、あるいは便利なフレーズとして以外に存在したのかどうかについては、歴史的にかなりの議論がある。

## 背景

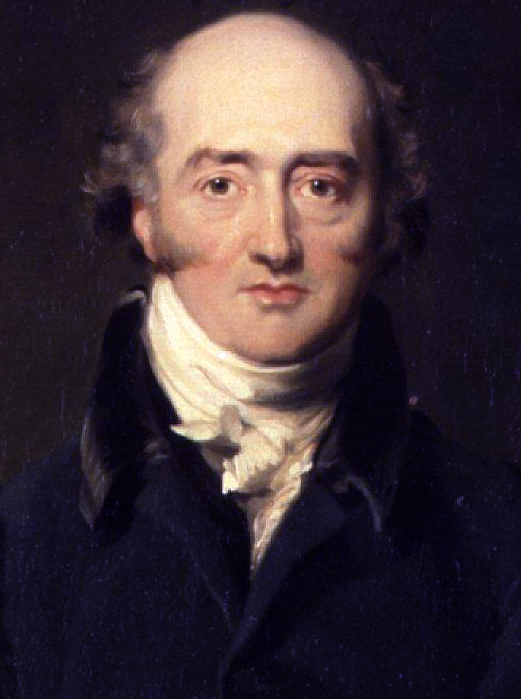
外務大臣ジョージ・カニング(1770–1827)

19世紀のイギリスの外交政策は、他の大国との恒久的な同盟関係を結ぶことに対する消極性に特徴づけられる。19世紀後半にのみ適用されるものと思われがちだが、外務大臣ジョージ・カニングの主導で1815年以来のヨーロッパ協調から離脱した1822年のヴェローナ会議以降に端を発すると主張する歴史家もいる。数十年にわたってイギリスの外交政策を支配したカニングの原則は以下のように要約される。
Non-intervention; no European police system; every nation for itself, and God for us all; balance of power; respect for facts, not for abstract theories; respect for treaty rights, but caution in extending them...England not Europe...Europe's domain extends to the shores of the Atlantic, England's begins there.
すなわち、
対ヨーロッパでは、
(1)内政不干渉
(2)主権国家体制
(3)勢力均衡
(4)国際法の尊重
対大英帝国では、
(5)自由貿易帝国主義
の5点である。
19世紀の大半、イギリスはヨーロッパの既存のパワーバランスを維持する一方で、植民地や支配地、特にスエズ運河を通じてイギリス領インドにつながる貿易ルートの保護を追求した。1866年、外務大臣ダービー卿はこの政策を次のように説明した。
地理的な位置にあるこの国の政府は、周囲のすべての国々と友好的な関係を保ちつつ、いかなる国とも単独または独占的な同盟関係を結ばないことが義務である。。
例外は、ベルギーの独立を承認した1839年のロンドン条約で、これが1914年にイギリスが第一次世界大戦に参戦するきっかけとなった。オーステンデ港、アントワープ港、ゼーブリュージュ港は英仏海峡の制海権を確保する上で非常に重要であったため、イギリスは必要に応じて軍事的手段を用いてベルギーの独立を保証した。

## ビスマルクとソールズベリー卿

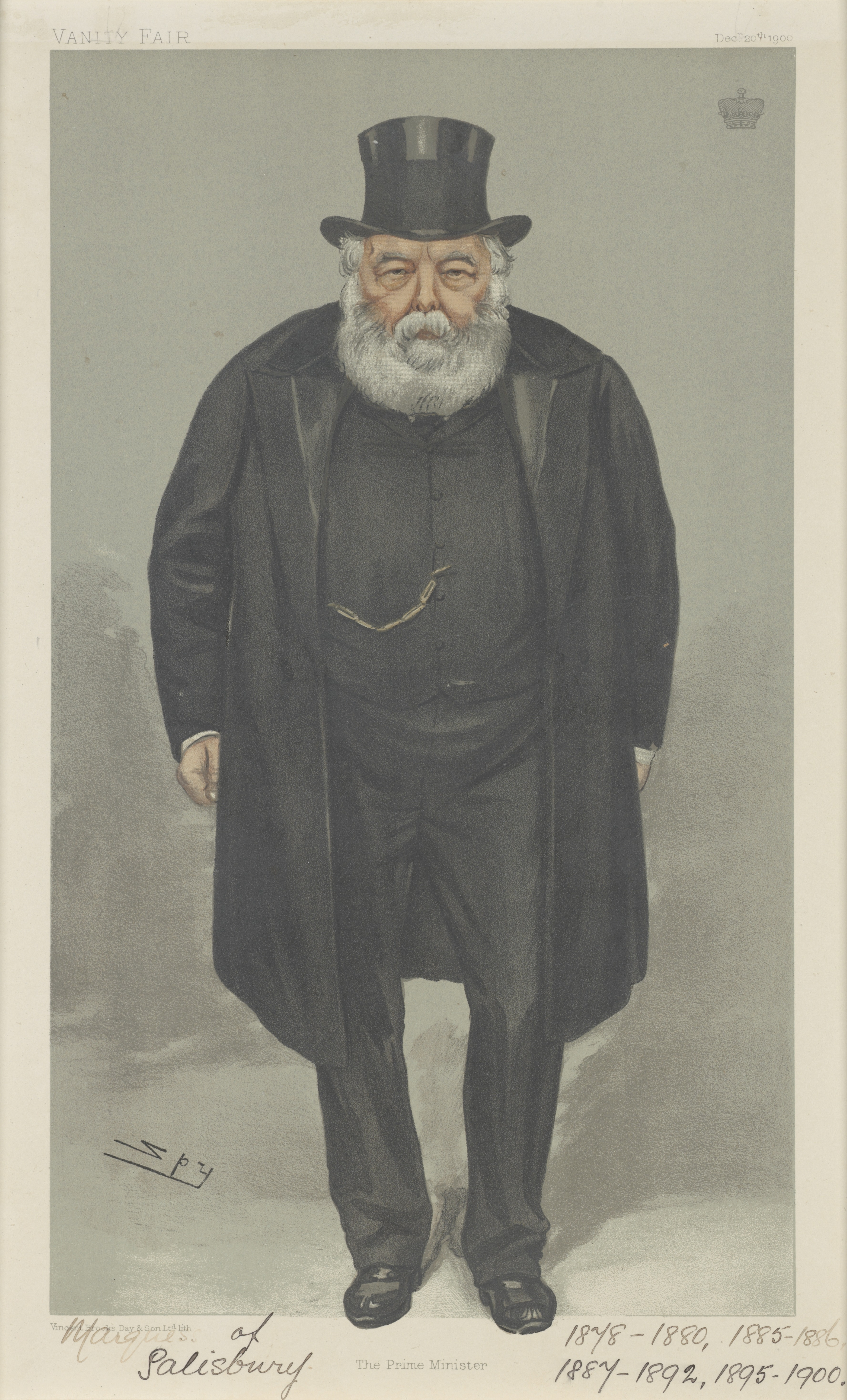
1900年のソールズベリーの風刺画

1871年のドイツ帝国建国後、ドイツの宰相ビスマルクはオーストリア=ハンガリー、ロシア、ドイツの間で1873年に三帝同盟を結成した。1878年、バルカン半島におけるオーストリアとロシアの競合により同盟は崩壊し、ドイツとオーストリア=ハンガリーは1879年に二国同盟を結んだ。1882年にはイタリアが加わり、三国同盟となった。
ビスマルクは、ヴィルヘルム2世とは異なり、2つの戦線での戦争はドイツにとって致命的なものになりかねないと考えていた。1881年にフランスがロシアとの同盟交渉を試みると、ビスマルクはオーストリアとロシアを説得し、三帝同盟を再結成し参加させた。1887年に三帝同盟が最終的に解消された後も、ビスマルクはロシアと再保障条約を締結し、フランスによるドイツへの攻撃、あるいはオーストリア=ハンガリーによるロシアへの攻撃の際には、ロシアとの間で「好意的中立」を守る密約を交わした。
イギリスのソールズベリー首相はかつて、自身の外交政策を「下流にのんびりと漂いながら、時折外交用のボートフックを出すこと」と定義した。彼はこれを他の列強や勢力との戦争を回避し、イギリス本国と大英帝国とのコミュニケーションを保障することと定義した。繰り返し懸念されたのは、コンスタンティノープルとダーダネルス海峡を獲得することによる、ロシアの地中海へのアクセスだった。1853年から1856年にかけてのクリミア戦争の一因となり、1875年から1878年にかけての大東方危機の際に再浮上し、ジンゴイズムがイギリスのメディアや政治家たちの間で不安感を高めていた。
1882年のウラービーの反乱でエジプトを占領したイギリスは、1887年にイタリア、オーストリア=ハンガリーと地中海協定の交渉を行った。これは条約とはみなされず、単に問題が発生した場合に話し合うという約束であったため、議会の承認は必要なかった。イギリスは南東ヨーロッパにおけるロシアの膨張に対するオーストリアの懸念を共有しており、オーストリアは一般的にドイツに追従していたため、正式な同盟を結ばずともソールズベリーとビスマルクは同盟を結ぶことができた。
1885年のパンジェ紛争では、ロシア軍がアフガニスタンとロシア占領下のトルクメニスタンとの国境近くのオアシスを占領した。この地域における潜在的な脅威に対して常に敏感であったイギリスは、双方が手を引き、交渉による解決に合意する前に、軍事的な対応を取ると威嚇した。しかし、オスマン帝国は、軍艦の黒海へのアクセスを許可するというイギリスの要求を拒否した。テイラーによれば、これは「ナポレオンの時代からヒトラーの時代にかけての、イギリスに対する大陸の敵意の最も恐ろしい誇示」であった。

## ビスマルク以後

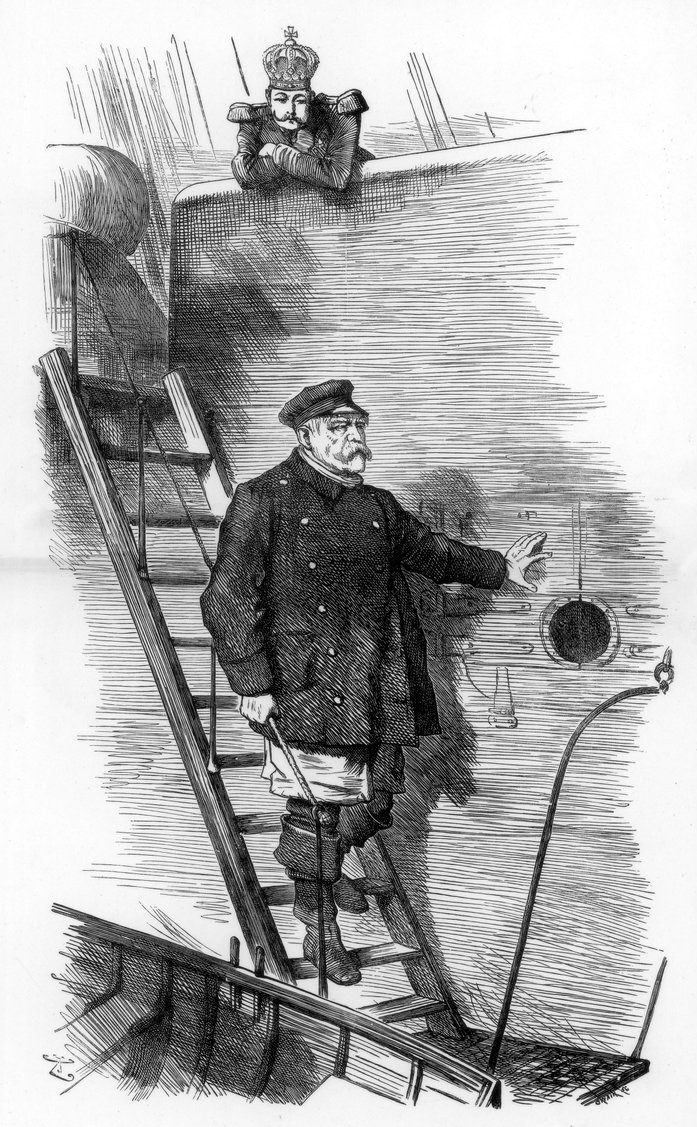
1890年3月29日パンチ (雑誌)の水先案内人の下船

1871年以降、ドイツの工業力と軍事力が高まることを懸念していたイギリスの政治家たちは、現状を維持しようとするビスマルクの努力に安心感を抱いており、その一例が1890年のヘルゴランド・ザンジバル条約であった。1890年にヴィルヘルム2世によってビスマルクが解任されたことは、イギリスが外交政策上の多くの課題に直面していた時期に、国際政治にさらなる不確実性をもたらした。
中近東とバルカン半島はオスマン帝国の衰退と他のヨーロッパ列強の膨張主義的野心によって不安定化していた。東アフリカでは、1898年のファショダ事件でイギリスとフランスが衝突寸前まで追い込まれ、南部アフリカではボーア共和国がますます反抗的になっていた。国内政治的な理由から、クリーブランド大統領はベネズエラとイギリス領ギアナとの国境をめぐって諍いを起こした。19世紀に中央アジアで拡大したロシアはイギリス領インドの端まで迫り、両者は名目上独立したペルシャでも競争していた。中国と東アジアでは、イギリスの経済的利益は日本、ロシア、アメリカなどの大国に脅かされていた。
最も差し迫った問題はドイツで、これはヴィルヘルム2世がイギリス海軍(Royal Navy)に挑戦する決意を固めたことが原因で、海軍の軍拡競争につながった。攻撃的な発言をする傾向は、彼の不安定な外交政策と同じくらい問題であった。アフリカ、中国、太平洋におけるドイツへの「補償」の確保、ボーア人への軍事的支援の提供、オスマン帝国における経済的・軍事的影響力の拡大などが含まれていた。ヴィルヘルム2世の目的は、「三国同盟の尻馬に乗ったイギリスのただ乗り」を終わらせることだった。

## 放棄
1898年、植民地大臣のジョセフ・チェンバレンはドイツとの同盟交渉を試みた。彼はイギリスの外交的苦境を公の場でこう語った。「残念ながら、われわれには友人もいない。われわれは孤立している」と述べたが、これは1899年から1902年にかけての第2次ボーア戦争でイギリスが外交的に孤立したことで、イギリスが危険な状態にさらされているという認識が高まっていたことを反映していた。

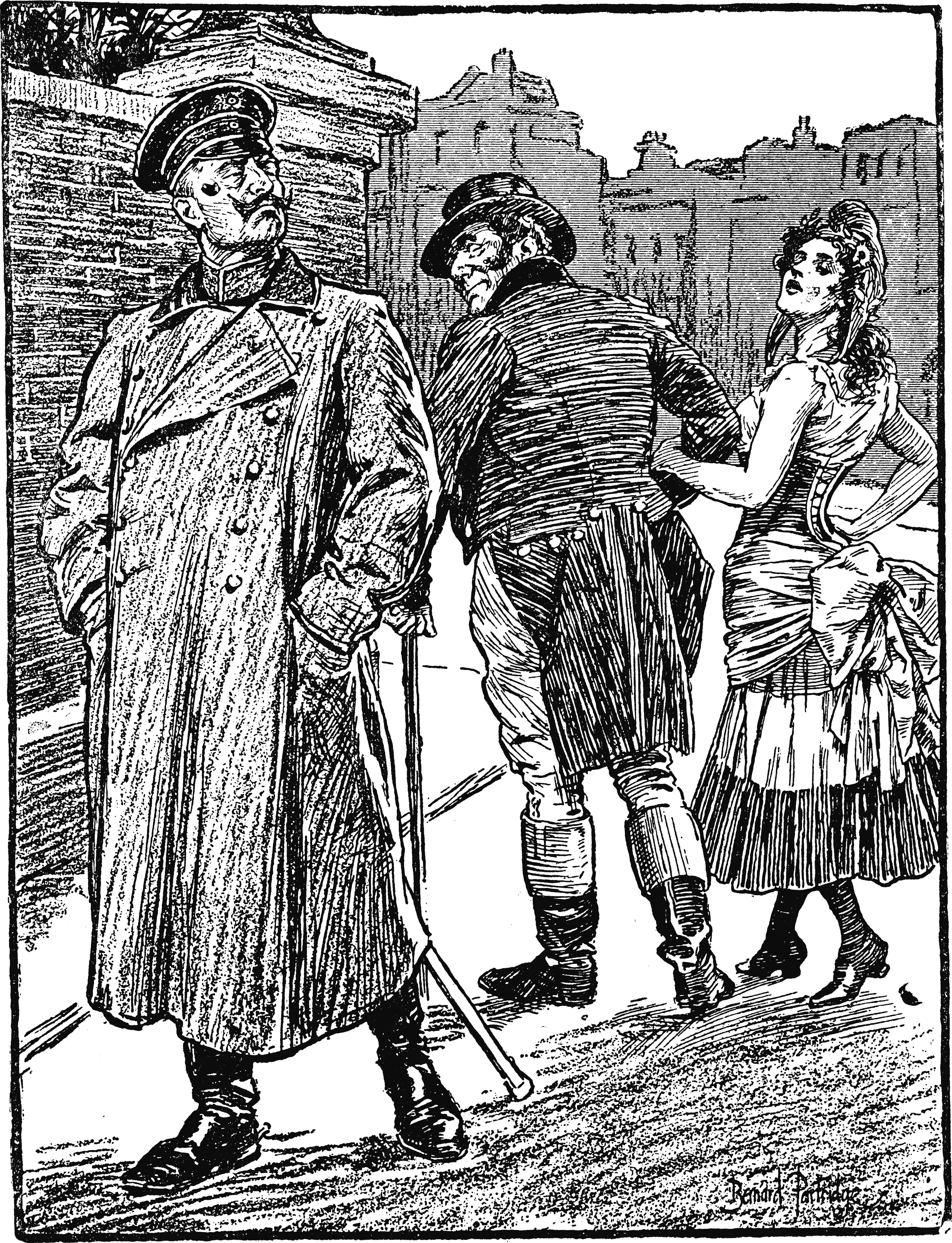
英仏協商; ジョン・ブル(イギリス)はマリアンヌ(フランス)と一緒に立ち去るが、ヴィルヘルム2世は気にしないふりをする。

G.W.モンガーによる1900年から1902年にかけての閣議の要約によれば、次のようになる：
チェンバレンはドイツと同盟を結ぶことでイギリスの孤立を解消することを主張したが、ソールズベリー卿は変化に反対した。義和団の乱による中国の新たな危機と、1900年にランスダウンが外務大臣に任命されたことで、変化を主張する人々が優勢になった。ランスダウンはドイツとの協定やロシアとの和解を試みたが、失敗に終わった。結局、イギリスは日本と同盟を結んだ。1901年の決定は重大であった。イギリスの政策は出来事によって導かれていたが、ランスダウンはこれらの出来事をまったく理解していなかった。政策の変更は彼に強要されたものであり、イギリスの弱さの告白であった。
1902年、イギリスと日本は日英同盟を締結し、どちらかが第三者から攻撃された場合、もう一方は中立を保ち、2つ以上の相手から攻撃された場合は、もう一方が参戦することになった。これは、日本がロシアとの戦争において、中国にも権益を持つフランスとドイツのいずれかがロシア側で参戦することを決めた場合、イギリスの支援を頼ることができることを意味していた。イギリスがまだボーア戦争に参戦していたため、これは孤立を解消するというよりも、防衛的な動きであったことは間違いなく、T.G.オッテは、大陸とヨーロッパの同盟システムからのイギリスの孤立を強化するものであったと見ている。
1897年のベネズエラ問題の平和的解決は、1901年のヘイ=パウンセフォーテ条約につながった。この条約はパナマ運河を扱ったものであったが、イギリスはアメリカ大陸に対するアメリカの優位と責任を黙認した。日英同盟によってイギリス海軍が極東におけるプレゼンスを縮小することができたように、カリブ海におけるアメリカ海軍のプレゼンスも結果として大幅に縮小された。
1904年の英仏協商と1907年の英露協商は、正式な同盟ではなく、どちらもアジアとアフリカの植民地境界線の画定に焦点を当てたものであった。しかし、これらは他の分野での協力の道を開き、将来フランスやロシアが関与する紛争にイギリスが参戦する可能性を高めるものであった。
1911年のアガディール危機では、イギリスはドイツに対してフランスを支援した。1914年までには、イギリスの陸海軍はドイツとの戦争に際してフランスを支援することを約束していたが、政府内でもこうした約束の真偽を知る者はほとんどいなかった。

## 評価
外交史家のマーガレット・マクミランは、1897年までイギリスは確かに孤立していたが、「素晴らしい」どころか、これは悪いことだったと論じている。イギリスには真の同盟国がおらず、アメリカ、フランス、ドイツ、ロシアと係争中だった。
歴史家たちは、イギリスの孤立が意図的なものであったのか、それとも現代の出来事に左右されたものであったのかについて議論してきた。A.J.P.テイラーは、それは限定的な意味においてのみ存在したと主張した：「イギリスは確かにヨーロッパの勢力均衡に関心を持たなくなった。しかし、ヨーロッパ外の問題、特に中近東における問題のために、ヨーロッパ大陸諸国との緊密な関係を維持した」。ジョン・チャームリーにとって、栄光ある孤立は1894年の露仏同盟以前の期間の虚構であり、それ以後は不本意ながら追求されたものであった。
E. デイヴィッド・スティールは、ソールズベリー卿はかつて「栄光ある孤立」に言及していたものの、「その可能性を信じていた人々を犠牲にして皮肉を言ったのだ」と主張している。また別の伝記作家は、この言葉は「(彼の)外交政策に不当に定着したもの」であり、ソールズベリー卿はヨーロッパ情勢にまったく関与しないことは危険であると考えてその使用を控えたと主張している。

### Footnotes
1. 1 2  Roberts 2000, p. 629.
2. ↑  Temperley 1925, p. 342.
3. ↑  Great Britain. Parliament (1866). The parliamentary debates. p. 735
4. ↑  Schroeder 1994, pp. 671–691.
5. ↑  Keegan 1998, p. 52; Willmott 2003, p. 15.
6. ↑  Medlicott 1945, pp. 66–70.
7. ↑  Taylor 1954, pp. 316–319.
8. ↑  Morgan & Silvestri 1982, p. 115.
9. ↑  Coffey 2016.
10. ↑  Whitehead 2014, pp. 308–310.
11. ↑  Charmley 1999, pp. 222–223.
12. ↑  Pillalamarri 2015.
13. ↑  Taylor 1962, p. 558.
14. ↑  Gillard 1960, pp. 631–653.
15. ↑  Hopkirk 1990, pp. 4–5.
16. ↑  Hayes 1978, pp. 63–110.
17. ↑  McMeekin 2015, pp. 25–28.
18. ↑  Charmley 1999, p. 228.
19. ↑  Massie 1997, pp. 245–247.
20. ↑  Cohen 1997, pp. 122–134.
21. ↑   G. W. Monger, "The End of Isolation: Britain, Germany and Japan, 1900-1902" Transactions of the Royal Historical Society vol. 13, 1963, pp. 103–21 online
22. ↑  Cavendish 2002.
23. ↑  Otte 2007, p. 306.
24. ↑  Humphries 1967, p. 163.
25. ↑  Willmott 2003, p. 15.
26. ↑  Asquith 2014, pp. 17–18.
27. ↑  Macmillan 2013, p. 40.
28. ↑  Taylor 1954, p. 346.
29. ↑  Charmley 1999, "Introduction".
30. ↑  Steele 2002, p. 320.

### Bibliography
- Asquith, Margot (2014). Margot Asquith's Great War Diary, 1914–1916: The View from Downing Street. Oxford: Oxford University Press. ISBN 978-0-19-873772-8
- Cavendish, Richard (January 2002). “The 1902 Anglo-Japanese Alliance”. History Today 52 (1) 2018年8月15日閲覧。.
- Charmley, John (1999). Splendid Isolation? Britain and the Balance of Power, 1874–1914. Sceptre. ISBN 978-0-340-65791-1
- Coffey, Luke (2016年5月27日). “Russia's Emerging Naval Presence in the Mediterranean”. Al Jazeera 2020年6月18日閲覧。
- Cohen, Avner (1997). “Joseph Chamberlain, Lord Lansdowne and British Foreign Policy, 1901–1903: From Collaboration to Confrontation”. Australian Journal of Politics & History 43 (2):  122–134. doi:10.1111/j.1467-8497.1997.tb01383.x. ISSN 1467-8497.
- Gillard, D. R. (1960). “Salisbury's African Policy and the Heligoland Offer of 1890”. English Historical Review 75 (297):  631–653. doi:10.1093/ehr/LXXV.297.631. ISSN 1477-4534. JSTOR 558111.
- Hayes, Paul M. (1978). The Twentieth Century, 1880–1939. Palgrave Macmillan. ISBN 978-0312824099
- Hopkirk, Peter (1990). The Great Game: On Secret Service in High Asia (1991 ed.). Oxford University Press. ISBN 978-0719564475
- Humphries, R. A. (1967). “Anglo-American Rivalries and the Venezuela Crisis of 1895”. Transactions of the Royal Historical Society 17:  131–164. doi:10.2307/3678723. ISSN 1474-0648. JSTOR 3678723.
- MacMillan, Margaret (2013). The War That Ended Peace: The Road to 1914. Allen Lane. ISBN 978-0670064045
- Massie, Robert K. (1997). Dreadnought: Britain, Germany, and the Coming of the Great War. Random House Publishing. ISBN 9780307819932
- Medlicott, W. N. (1945). “Bismarck and the Three Emperors' Alliance, 1881–87”. Transactions of the Royal Historical Society 27:  61–83. doi:10.2307/3678575. ISSN 1474-0648. JSTOR 3678575.
- Moderates and Conservatives in Western Europe. London: Heinemann Educational Books. (1982). ISBN 978-0-435-83615-3
- Otte, T. G. (2007). The China Question: Great Power Rivalry and British Isolation, 1894–1905. Oxford: Oxford University Press. doi:10.1093/acprof:oso/9780199211098.001.0001. ISBN 978-0-19-921109-8
- “How the British and the Russians Drew the Afghan–Turkmen Border”. The Diplomat (2015年3月31日). 2020年6月18日閲覧。
- Roberts, Andrew (2000). Salisbury: Victorian Titan. Orion. ISBN 978-0297817130
- Schroeder, Paul W. (1994). The Transformation of European Politics, 1763–1848. Oxford: Clarendon Press. ISBN 978-0-19-822119-7
- Steele, David (2002). Lord Salisbury: A Political Biography. Routledge. ISBN 978-1-134-51671-1
- Taylor, A. J. P. (1954). The Struggle for Mastery in Europe, 1848–1918 (1989 ed.). Routledge. ISBN 978-0198221012
- Template:Long dash (1962). “International Relations”. In Hinsley, F. H.. The New Cambridge Modern History. Volume 11: International Relations in Material Progress and World-Wide Problems, 1870–1898. Cambridge University Press
- Temperley, TV (1925). The Foreign Policy of Canning, 1822–1827. G Bell & Sons
- Whitehead, Cameron Ean Alfred (2014). The Bulgarian Horrors: Culture and the International History of the Great Eastern Crisis 1875–1878 (PhD thesis). Vancouver: University of British Columbia. hdl:2429/46524。